# North Caribou Lake
North Caribou Lake är en sjö i Kanada.   Den ligger i Kenora District och provinsen Ontario, i den sydöstra delen av landet, 1 400 km nordväst om huvudstaden Ottawa. North Caribou Lake ligger 305 meter över havet.
Trakten runt North Caribou Lake är nära nog obefolkad, med mindre än två invånare per kvadratkilometer.